# David Carstens
David Krynauw Enslin Carstens (ur. we wrześniu 1914 w Strand, zm. 6 sierpnia 1955 w Johannesburgu) – południowoafrykański bokser, złoty medalista letnich igrzysk olimpijskich w Los Angeles w kategorii półciężkiej.